# DaniLeigh
Danielle Leigh Curiel (Miami, Florida, 20 de diciembre de 1994), conocida como DaniLeigh, es una cantante, bailarina, rapera, y coreógrafa estadounidense. Apareciendo inicialmente como bailarina de respaldo, Curiel empezó su carrera por publicar sus versiones de canciones populares encima YouTube antes de mudarse a Los Ángeles, donde comenzó a coreografiar para otros artistas y bailarines. Ganó reconocimiento después de trabajar con Prince en el vídeo de música para su canción "Breakfast Can Wait" ("El desayuno puede esperar"). DaniLeigh firmó con la discográfica Def Jam Recordings en 2017, lanzando mixtapes y sencillos a partir de ese año.

## Arte
DaniLeigh incorpora elementos de hip hop y música latina a su música principalmente R&B.

## Discografía

### #Elepé
- The Plan (2018)

### Sencillos
- "D.O.S.E" (2015)
- "Play" (2017) (con Kap G)
- "Lil Bebe" (2018) (remix con Lil Baby)
- "Life" (2018)
- "Blue Chips" (2018)
- "No Limits" (2019)
- "Easy" (2019) (remix con Chris Brown)[4]